# Expedição 33
Expedição 33 foi uma missão de longa permanência na Estação Espacial Internacional, realizada entre 16 de setembro e 18 de novembro de 2012. Seu início se deu após a desacoplagem da nave Soyuz TMA-04M, levando de volta à Terra os integrantes da Expedição 32. Continuaram na ISS para esta missão os astronautas e cosmonautas Sunita Williams,  Yuri Malenchenko e Akihiko Hoshide, aguardando a chegada do restante da tripulação, que foi lançada de Baikonur em 23 de outubro a bordo da Soyuz TMA-06M.

## Tripulação
| Posição             | Primeira parte (Setembro até outubro de 2012) | Segunda parte (Outubro até novembro de 2012) |
| ------------------- | --------------------------------------------- | -------------------------------------------- |
| Comandante          | Sunita Williams                               | Sunita Williams                              |
| Engenheiro de voo 1 | Yuri Malenchenko                              | Yuri Malenchenko                             |
| Engenheiro de voo 2 | Akihiko Hoshide                               | Akihiko Hoshide                              |
| Engenheiro de voo 3 |                                               | Kevin Ford                                   |
| Engenheiro de voo 4 |                                               | Oleg Novitskiy                               |
| Engenheiro de voo 5 |                                               | Evgeny Tarelkin                              |

## Insígnia da missão
A insígnia mostra a ISS orbitando a Terra e se dirigindo ao futuro. As bandeiras nacionais da Rússia, dos Estados Unidos e do Japão representam a nacionalidade da tripulação da Expedição 33. As quatro estrelas brancas representam os parceiros que integram o programa da Estação Espacial Internacional: NASA, Agência Espacial Russa, Agência Espacial Canadense, Agência Espacial Japonesa e a ESA.

## Missão
Em 1 de novembro, a comandante Williams e o tripulante japonês Hoshide tiveram que fazer uma caminhada espacial não prevista, devido a um vazamento de amoníaco que podeira afetar o canal gerador de eletricidade da ISS. O procedimento consistiu em reparar um radiador na parte externa da estrutura, por onde vazava a substância, e levou cerca de seis horas e meia para ser realizado.
Entre outras experiências realizadas, a tripulação conseguiu fazer experiências com um protocolo de uma delay-tolerant networking e operou do espaço, por controle remoto, um robô Lego na Terra.

## Galeria

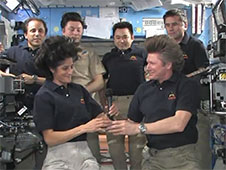
Troca de comando entre os integrantes da Expedição 32 e 33.
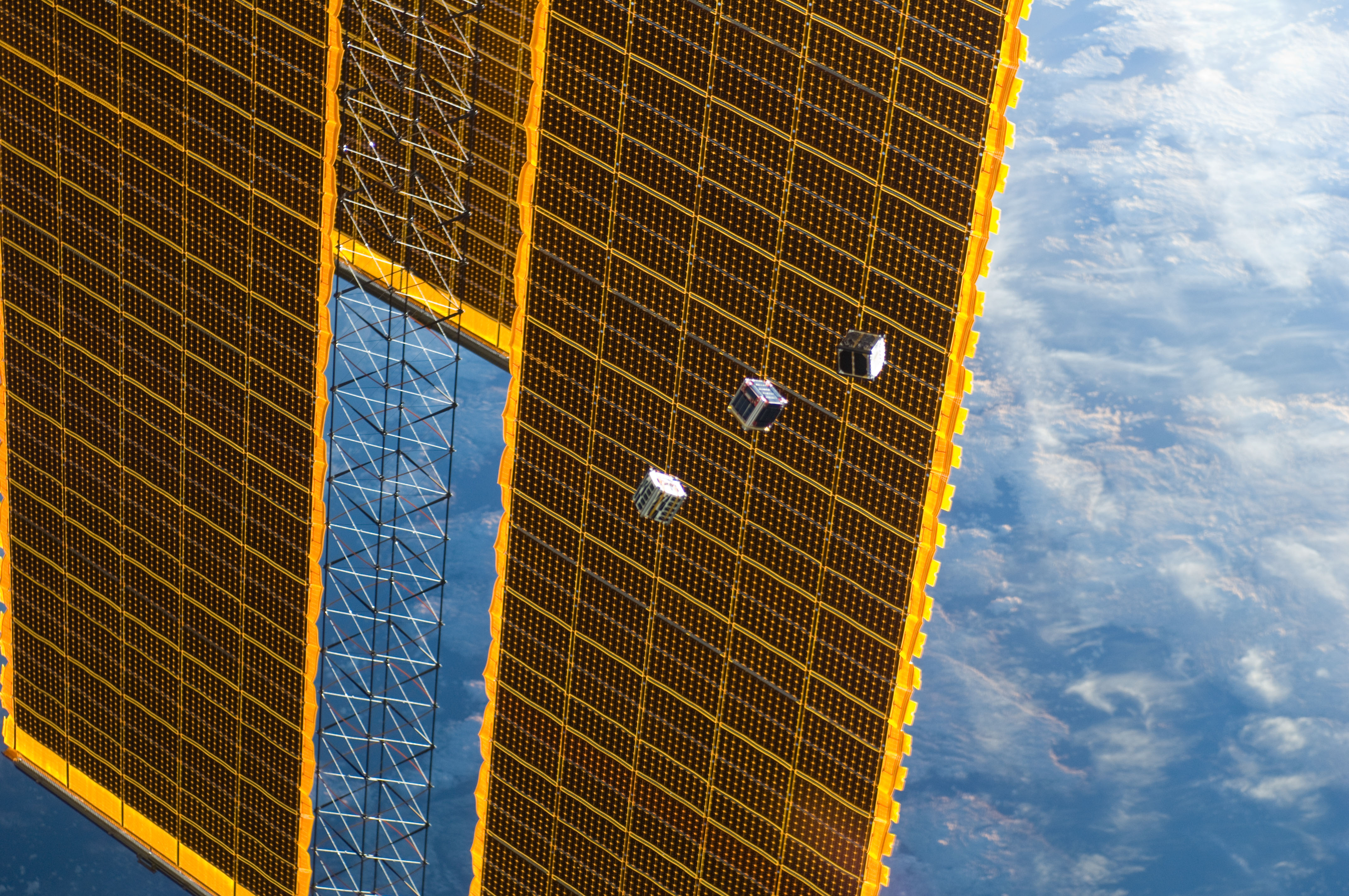
Micro-satélites de exploração Cubesats são lançados ao espaço pelos tripulantes da expedição.
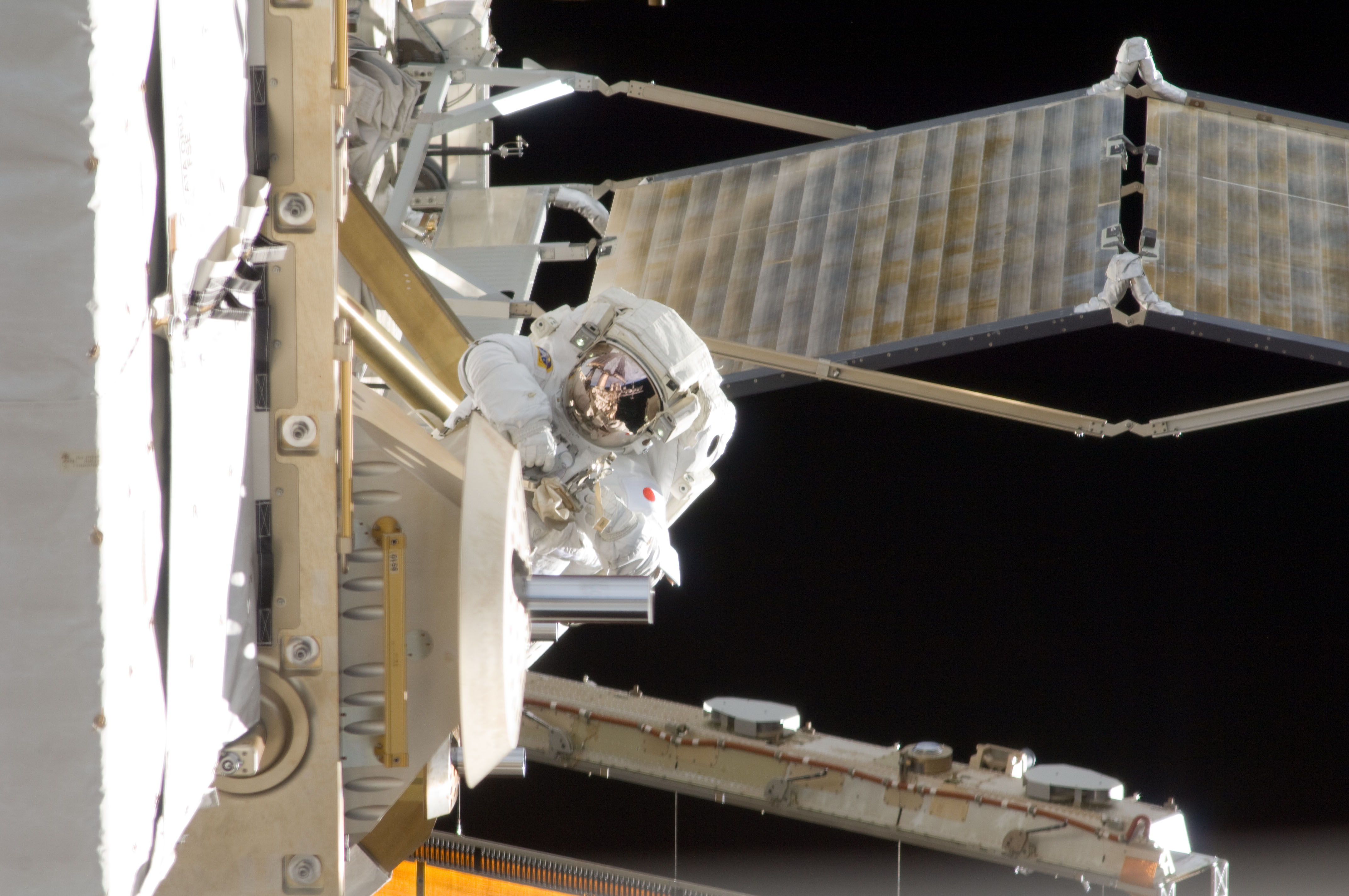
O astronauta japonês Akihiko Hoshide trabalha para consertar um pequeno vazamento de amoníaco na estrutura externa da ISS.